# Сапронов, Никита Кириллович
Никита Кириллович Сапронов (1895 — 1960, Москва) — российский революционер. Член РСДРП(б) с 1917 года. Участник гражданской войны в России.

## Биография
Родился в 1895 году в крестьянской семье. В 1915 году во время Первой мировой войны был призван в армию. Служил в электротехнической роте Севастопольской крепостной артиллерии. Участвовал в организации большевистской ячейки в Севастополе. Член Российской социал-демократической рабочей партии (большевиков) с 1917 года. Входил в состав Севастопольского Совета депутатов армии, флота и рабочих.
В конце 1917 года был членом Военно-революционного комитета. Делегат 3-го Всероссийского съезда Советов в январе 1918 года. С 1918 года — комиссар областного Военно-революционного штаба. Руководил отрядами Красной армии в в Крыму и на Дону. В апреле 1918 года стал комиссаром штаба обороны Крыма во время наступления немецких войск. Впоследствии участвовал в подпольной работе в Сибири. Член Омского губревкома. 
В 1920 году был переброшен на Украину, где сражался с отрядами Нестора Махно. Работал в Крымревкоме.
Окончил рабфак при институте имени Плеханова. С 1926 года находился на хозяйственной и дипломатической работе.
Скончался в 1960 году в Москве.